# Margalida Duran Cladera
Margalida Duran Cladera (Palma, 11 de juliol de 1967) és una política balear, diputada al Parlament de les Illes Balears en la VIII Legislatura.
Ha treballat com a assessora de la propietat immobiliària (API) i tècnica comptable i ha desenvolupat la seva carrera com a comptable i gerenta empresarial a Viatges Barceló i altres empreses.
Militant del Partido Popular, el 2003 fou membre de la Junta Local de Llucmajor. Fou escollida diputada a les eleccions al Parlament de les Illes Balears de 2011. El desembre de 2012 fou nomenada presidenta de la Mesa del Parlament de les Illes Balears en substitució de Pere Rotger Llabrés, implicat en el Cas Over MC.